# Ministerio Público (Bolivia)
El Ministerio Público de Bolivia es una institución constitucional que representa a la sociedad boliviana ante los órganos jurisdiccionales para velar por el respeto de los derechos y las garantías constitucionales ejerciendo la acción penal pública. Su sede se encuentra en Sucre, la capital de Bolivia.

## Marco jurídico
- Constitución Política del Estado
- Ley Orgánica del Ministerio Público

## Fiscal general del Estado
El fiscal general del Estado es el representante máximo de dicha institución, cuyo período de funciones es de seis años sin posibilidad de nueva designación. Es designado por dos tercios de votos de los miembros presentes de la 
Asamblea Legislativa Plurinacional, y es el vicepresidente del Estado quien lo posesiona en el cargo.  

## Fiscalías, Direcciones y Unidades del Ministerio Público
- Fiscalía Superior Corporativa
- Dirección de Asuntos Jurídicos
- Dirección de Régimen Disciplinario
- Dirección de Gestión Fiscal, Supervisión y Evaluación
- Dirección de Protección a Víctimas, Testigos y Miembros del Ministerio Público
- Fiscalía Especializada para Víctimas de Atención Prioritaria
- Fiscalía Especializada de Delitos Especiales
- Fiscalía de Delitos de Corrupción
- Físcalía Especializada de Delitos de Narcotráfico y Pérdida de Dominio
- Fiscalía Especializada Contra el Crimen Organizado, Legitimación de Ganancias Ilícitas y Financiamiento al Terrorismo
- Fiscalía de Delitos Contra las Personas
- Fiscalía de Delitos Patrimoniales
- Escuela de Fiscales del Estado
- Unidad de Comunicación Social
- Unidad de Asuntos Internacionales
- Unidad de Transparencia, Lucha Contra la Corrupción e Investigación Patrimonial
- Unidad de Auditoría Interna
- Unidad de Coordinación y Cooperación con la Jurisdicción Indígena Originario Campesina
- Dirección Administrativa y Financiera
- Unidad de Recursos Humanos
- Unidad de Informática
- Instituto de Investigaciones Forenses

## Fiscalías Departamentales
| Fiscal General del Estado      | Periodo como fiscal general | Periodo como fiscal general | Tiempo de Duración en el Cargo | Referencia  |
| Fiscal General del Estado      | INICIO                      | FINAL                       | Tiempo de Duración en el Cargo | Referencia  |
| ------------------------------ | --------------------------- | --------------------------- | ------------------------------ | ----------- |
| Hernando Achá Siles (†)        | 25 de noviembre de 1982     | 18 de septiembre de 1984    | 1 año, 9 meses y 23 días       | [ 1 ]       |
| Antonio Gutiérrez Torrico      | 27 de febrero de 1986       | 21 de marzo de 1991         | 5 años y 22 días               | [ 1 ]       |
| Ángel Baldiviezo Echazú (†)    | 21 de marzo de 1991         | 11 de mayo de 1994          | 3 años, 1 mes y 21 días        | [ 2 ] [ 3 ] |
| Jorge Garnica Durán (†)        | 11 de mayo de 1994          | 11 de agosto de 1994        | 3 meses                        | [ 4 ]       |
| Óscar Crespo Soliz             | 11 de agosto de 1994        | 12 de agosto de 2004        | 10 años y 1 día                | [ 5 ]       |
| César Suárez Saavedra          | 12 de agosto de 2004        | 16 de diciembre de 2004     | 4 meses y 4 días               | [ 6 ]       |
| Pedro Gareca Perales           | 16 de diciembre de 2004     | 17 de octubre de 2006       | 1 año, 10 meses y 1 día        | [ 7 ]       |
| Mario Uribe Melendres (†)      | 17 de octubre de 2006       | 23 de octubre de 2012       | 6 años y 6 días                | [ 7 ]       |
| Ramiro José Guerrero Peñaranda | 23 de octubre de 2012       | 23 de octubre de 2018       | 6 años                         | [ 7 ]       |
| Fausto Juan Lanchipa Ponce     | 23 de octubre de 2018       | 23 de octubre de 2024       | 6 años                         | [ 7 ]       |
| Roger Rider Mariaca Montenegro | 23 de octubre de 2024       |                             |                                | [ 8 ]       |

| Fiscalía Departamental | Ubicación                                              |
| ---------------------- | ------------------------------------------------------ |
| Sucre                  | Calle Km 7 n.º 282                                     |
| La Paz                 | Calle Potosí n.º 944                                   |
| Santa Cruz             | Pasaje Beni n.°25, entre las Calles Aroma y Calle Beni |
| Cochabamba             | Calle Baldivieso n.º 527                               |
| Tarija                 | Calle General Trigo (Edificio Gonzales)                |
| Beni                   | Calle La Paz n.º 131                                   |
| Pando                  | Av. 9 de febrero n.º 211                               |
| Oruro                  | Calle Junín n.º 46                                     |
| Potosí                 | Calle Junín n.º 2                                      |